# Comunicació interventricular
La comunicació interventricular (CIV) és la cardiopatia congènita més freqüent, caracteritzada pel tancament incomplet del septe interventricular—la paret que divideix els dos ventricles del cor—el que permet la comunicació lliure entre ambdós ventricles. Freqüentment s'associa a altres defectes estructurals, com la tetralogia de Fallot i la síndrome de Down. Alguns estudis han mostrat que la CIV té una prevalença entre el 2-5% dels naixements, dels quals en el 80-90% dels casos es tanca poc després del naixement. La comunicació interventricular també pot formar-se pocs dies després d'un infart de miocardi (atac al cor) per un esquinçament mecànic de la paret interventricular abans que es formi la cicatriu característica de la malaltia durant la remodelació del teixit necrosat per macròfags.

## Classificació
La comunicació interventricular es classifica segons la mida i la localització de l'orifici.
- CIV membranosa: en un 75% o més dels casos, l'orifici es troba a la porció superior membranosa del septe.
- CIV infundibular: es localitza en una posició inferior a la vàlvula pulmonar.
- CIV muscular: en un 20% dels casos,[6] el defecte es troba a la porció inferior muscular del septe. Les CIV apicals pertanyen a aquest grup.

## Manifestacions clíniques
Els defectes del septe interventricular són habitualment asimptomàtics en el naixement: l'inici de les manifestacions clíniques associades acostuma a ser postnatal (unes poques setmanes després del naixement).
La CIV és un defecte congènit cardíac acianòtic perquè s'estableix un curtcircuit d'esquerra (sang oxigenada) a dreta (sang desoxigenada), motiu pel qual no apareixen signes clínics de cianosi.
A l'exploració física poden presentar un buf holosistòlic (depèn de la magnitud del defecte) +/- frèmit palpable (expressió clínica palpable de la turbulència del flux sanguini). Els sorolls cardíacs solen ser normals en defectes petits o moderats, mentre que grans defectes septales poden ser compatibles amb un intens batec paraesternal (palpable i visible) i un desplaçament del batec de punta, ambdós com a resultat de la dilatació ventricular. Un nadó amb un gran defecte generalment es presenta acianòtic, amb retard pondoestatural, hipersudoració i dispnea, arribant en etapes tardanes fins a la insuficiència cardíaca.

## Morfologia
La majoria de les CIV són defectes únics, encara que poden ser múltiples. Generalment tenen la mida aproximada de la vàlvula aòrtica. Els defectes més petits solen ser musculars i un 50% de ellos tanca espontàniament. Els grans defectes solen ser membranosos o infundibulares i generalment romanen permeables. Existeix hipertròfia ventricular dreta i hipertensió pulmonar i progressa a insuficiència cardíaca. En els grans defectes, si no són operats, s'inverteix el curtcircuit, hi ha presència de cianosi i el procés finalitza amb la mort.

## Etiologia
La comunicació interventricular apareix en el fetus durant el seu desenvolupament embriològic cardíac on, en formar-se les cambres cardíaques, persisteix un orifici fins al naixement. Es desconeix la causa d'aquest trastorn.